# 菲利普·阮
阮·菲利普（Filip Nguyen，1992年9月14日—），是一名越南職業足球員，現效力越南國家足球錦標賽球隊河內公安。

## 榮譽
斯洛瓦茨科
- 捷克盃冠軍 : 2021–22

河內公安
- 越南國家足球錦標賽冠軍 : 2023

## 外部連結
- Soccerway資料庫：菲利普·阮